# 鈴木万李弥
鈴木 万李弥（すずき まりや、1994年10月5日 - ）は、日本のプロキックボクサー。愛知県名古屋市出身。クロスポイント吉祥寺所属。

## 経歴・人物
地元名古屋の興行「HEAT」で活躍し、2017年7月15日のジェニフェル・フェハス戦にて顔面にダメージを負い流血しながらも判定勝ちをもぎ取り、その愛らしいルックスから「流血のマドンナ」の異名を持つ。
2018年にはパンクラスにも参戦し、1勝1敗の戦績を残す。
2022年からK-1グループに主戦場を移す。2023年、それまで所属していた名古屋の志村道場との契約が終了し、3月1日にクロスポイント吉祥寺に移籍した。

## 出演

### テレビ
- 柔術やろうぜ!（2019年11月3日 ‐ 2020年1月27日、tvk） ‐ ゲスト